# Уимбли, Шакима
Шакима Уимбли (англ. Shakima Wimbley; род. 23 апреля 1995) — американская легкоатлетка, спринтерка, чемпионка мира в эстафете 4х400 метров.

## Биография
На Панамериканских играх 2015 года в Торонто она завоевала серебро в одиночном разряде и победила с командой США в эстафете 4 на 400 метров.